# Стрітенський бульвар (станція метро)
55°45′56″ пн. ш. 37°38′12″ сх. д. / 55.76556° пн. ш. 37.63667° сх. д.
«Стрітенський бульвар» (рос. Сретенский бульвар) — станція Люблінсько-Дмитровської лінії Московського метро, розташована між станціями «Чкаловська» і «Трубна». Відкрита 29 грудня 2007. Назву отримала за однойменним бульваром. Розташована під Тургенєвською площею.
До травня 2011 «Стрітенський бульвар» був єдиною станцією Московського метрополітену, у якої відсутній прямий вихід у місто, а вийти можна було тільки через інші станції: «Тургенєвська» і «Чисті пруди». Суміщений з «Тургенєвською» вестибюль, вбудований у підземний перехід, будувався кілька років, його відкриття кілька разів переносилося, в результаті церемонія відбулася 31 травня 2011 року.

## Пересадки та виходи у місто
З північного торця центрального залу станції можна перейти на станцію «Тургенєвська» Калузько-Ризької лінії. З переходу між станціями можна по ескалаторах піднятися в підземний вестибюль, розташований під Тургенєвською площею, на початку проспекту Академіка Сахарова. Там змонтовані 4 ескалатора типу Е55Т, з поліпшеними технічними характеристиками: надійніше, безпечніше, з більш м'яким ходом; довжина ескалатора (від верхнього вхідного майданчика до нижнього вхідного майданчика) становить 79 м (спочатку повідомлялося про довжину 100 м); а також — венткіоск.
Південний торець веде до пересадки на станцію «Чисті пруди» Сокольницької лінії (з півночі). На тому місці куди тепер виходить пересадка, раніше розташовувався пам'ятник Кірову (до 1990 року станція носила назву «Кіровська») роботи М. Г. Манізера, поставлений в 1935 році. Реставрація і відкриття пам'ятника на новому місці, в переході між «Тургенєвською» і «Стрітенським бульваром», завершилися до кінця квітня 2008 року.
Відкриття власного виходу у місто відбулося 31 травня. Довжина ескалатора — 63 метри (Загальна довжина проходу з вестибюля на платформу — 182 м). Внутрішнє оформлення вестибюля виконано за допомогою різнокольорових фігур граючих дітей і посиленого освітлення.

### Пересадки
- Метростанцію  «Чисті пруди»
- Метростанцію  «Тургенєвська»
- Автобуси: с633, 913, н15;
- Трамваї: А, 3, 39

## Технічна характеристика
Конструкція станції — пілонна трисклепінна станція (глибина закладення — 60 м). Конструкції центрального залу спираються на монолітну залізобетонну плиту.

## Колійний розвиток
Станція без колійного розвитку.

## Оздоблення
Колійні стіни і пілони станції облицьовані світлим мармуром. Підлогове покриття платформи виконано з граніту світло-сірого і чорного кольорів. В оздобленні станції (втретє (після станцій «Маяковська» Замоскворіцької лінії і «Медведково» Калузько-Ризької лінії)) використовується нержавіюча сталь. На всій довжині станції середній і бічні зали розділені пілонами з нішами, в які встановлені 24 панно художника Івана Лубеннікова, що є плоскою аплікацією, прикріпленою поверх мармурових плит. Це сталеві силуетні елементи з травленням зображеннями городян, дерев, видів Бульварного кільця, а також його атрибутів: визнав, пам'ятників Пушкіну, Гоголю, Тимирязєву тощо. Аплікації були виготовлені на комбінаті декоративно-монументального мистецтва. Завдяки спеціальній техніці виготовлення вони виглядають не як чорно-біла графіка, а мають досить стримані охристі земляні кольори.
Незвично архітектурне рішення пересадок — для ескалаторів спеціально розроблені світильники, а межа між стіною і підлогою практично відсутня через закруглення — стіна плавно переходить у підлогу.
Освітлення обох залів люмінесцентне: в центральному залі світильники встановлені за карнизами між пілонами, а також над центром кожного пілона для освітлення металевих композицій. У перонних залах лампи розташовані за карнизами водозахисних-декоративних парасольок спеціальної форми зі склопластику.